# Xylophanes eson
Xylophanes eson är en fjärilsart som beskrevs av Walker 1856. Xylophanes eson ingår i släktet Xylophanes och familjen svärmare. Inga underarter finns listade i Catalogue of Life.